# 曾礪
曾礪（1556年—？），字守鈍，號石浦，山東濟南府陽信縣人，民籍，明朝政治人物。

## 生平
萬曆四年（1576年）丙子科山東鄉試第三十六名，萬曆十四年（1586年）丙戌科會試一百三十四名，登三甲第一百六十八名。工部观政，改翰林院庶吉士，十六年十月授福建道監察御史，巡視北城，貴戚豪猾，斂手咋舌。呼爲魚頭再見。又巡视光禄寺，十八年六月告病。二十年二月改江西道御史，四月因建言忤上意，謫汝州判官。未幾谢病歸，後數嵗，以原官起用候补。会有司农卿以俸深推冢宰，礪揭參其贪墨，反中礪以危法，幸司农卿旋以克剥兵饷事败，乃得解。自是絶意仕進，日以闡發聖學，啟牖後進為己任。。

## 家族
曾祖曾紳，鄉大賓；祖父曾顒，廩生；父曾若無，生員。母劉氏；繼母鄒氏。严侍下。兄曾確（生员）。弟曾磐、曾礎。